# Publiczna Szkoła Podstawowa nr 2 im. Marii Konopnickiej w Starogardzie Gdańskim
Publiczna Szkoła Podstawowa nr 2 im. Marii Konopnickiej – publiczna szkoła podstawowa, znajdująca się przy ul. Drugiego Pułku Szwoleżerów Rokitniańskich 6a w Starogardzie Gdańskim.

## Historia

### Stary budynek
Prace budowlane nad starym budynkiem rozpoczęto w 1894 roku. Znajduje się on na ulicy J. Sobieskiego 6a. Dwupiętrowy gmach wzniesiono w ciągu kilku miesięcy. Wokół budynku posadzono kilkanaście brzóz i kilkadziesiąt lip. W 1896 budynek stał się Wyższą Szkołą Dziewcząt. W 1910 szkoła zmieniła się w gimnazjum niemieckie. W latach okupacji w budynku odbywały się zajęcia niemieckiej szkoły powszechnej. Na początku 1945 roku w szkole znajdowało się miejsce postoju i noclegu dla uciekinierów. Na początku września 1945 roku szkoła podstawowa nr 2 stała się szkołą żeńską.  W 1955 roku szkoła przekształciła się w szkołę koedukacyjną. 1 grudnia 1957 roku na murze szkoły uroczyście odsłonięto tablicę ku pamięci zamordowanego przez hitlerowców nauczyciela Franciszka Kurowskiego. W 1962 roku szkole nadano imię Marii Konopnickiej. 17 listopada 1994 roku dyrektorem szkoły została Mariola Ałtyn. Od roku 1984 szkoła jest organizatorem Rejonowego Konkursu Matematycznego dla uczniów klas trzecich. Od 1991 roku raz w miesiącu ukazuje się szkolna gazetka „Słoneczko Dwójki”. W 2015 roku szkoła zajęła I miejsce w Powiatowym Festiwalu Tańca. 

#### Galeria starego obiektu

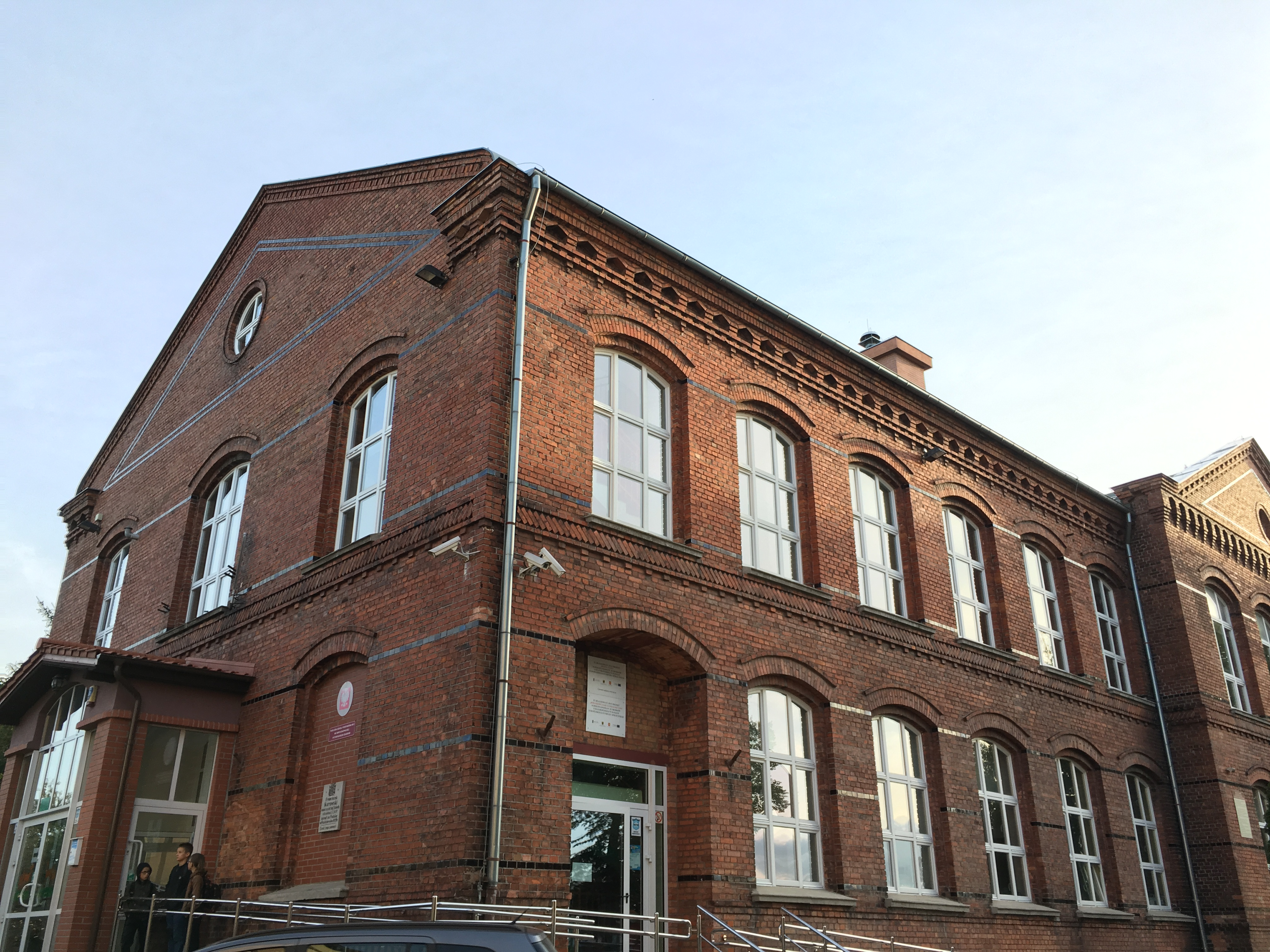
Widok na budynek
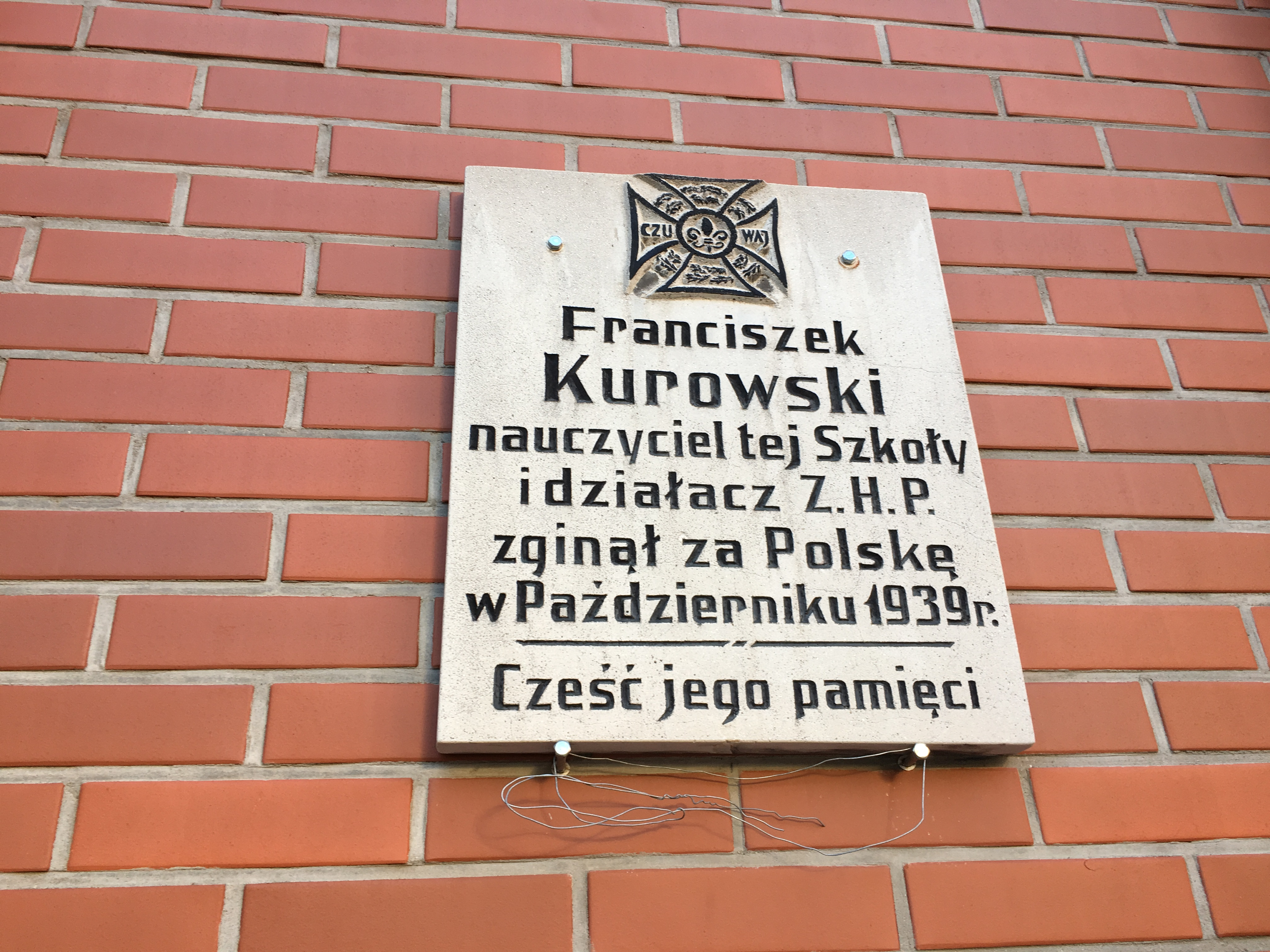
Tablica ku pamięci Franciszka Kurowskiego

### Obecny budynek
W 2020 roku siedziba szkoły przeniosła się na ulicę Drugiego Pułku Szwoleżerów Rokitniańskich 4. Budynek ten wzniesiono w roku 1911. Posiadał ogrzewanie, łazienki oraz aulę wraz z fortepianem. Siedzibę tam miała Publiczna Szkoła Powszechna nr 2. W sierpniu 1933 roku szkołę podzielono na 2 placówki: męską Publiczną Szkołę Powszechną nr 3 oraz żeńską Publiczną Szkołę Podstawową nr 4. Podczas II wojny światowej w budynku urzędowało seminarium nauczycielskie oraz punkt opatrunkowy. 16 marca 1945 roku dyrektorem szkoły żeńskiej został Bolesław Raszeja. 1 września 1956 roku utworzono jedenastoletnią Rozwojową Szkołę Podstawową i Liceum Ogólnokształcące. W związku z tym wyremontowano obiekt. Od 1957 roku w budynku mieściło się też Technikum Ekonomiczne dla Pracujących. W 1965 roku technikum posiadało część sal lekcyjnych na parterze i pomieszczenie na kancelarię. Resztę budynku przydzielono nowo utworzonej Szkole Podstawowej nr 3. Wtedy ponownie przeprowadzono remont. W latach 1968–1969 dokonano przebudowy drugiego piętra, dzięki czemu szkoła zyskała 7 nowych sal lekcyjnych. W 1983 roku do użytku oddano salę gimnastyczną. W związku z reformą oświaty w 1999 roku powołano Publiczne Gimnazjum nr 3 im. Stanisława Staszica. W 2000 roku rozpoczął się kapitalny remont budynku. W ciągu dwóch lat wymieniono stropy z drewnianych na ceramiczne. Wymieniono również dach sali gimnastycznej, a w piwnicach zamontowano wentylację. We wrześniu 2020 roku, po likwidacji gimnazjum, w budynku urzęduje PSP nr 2.

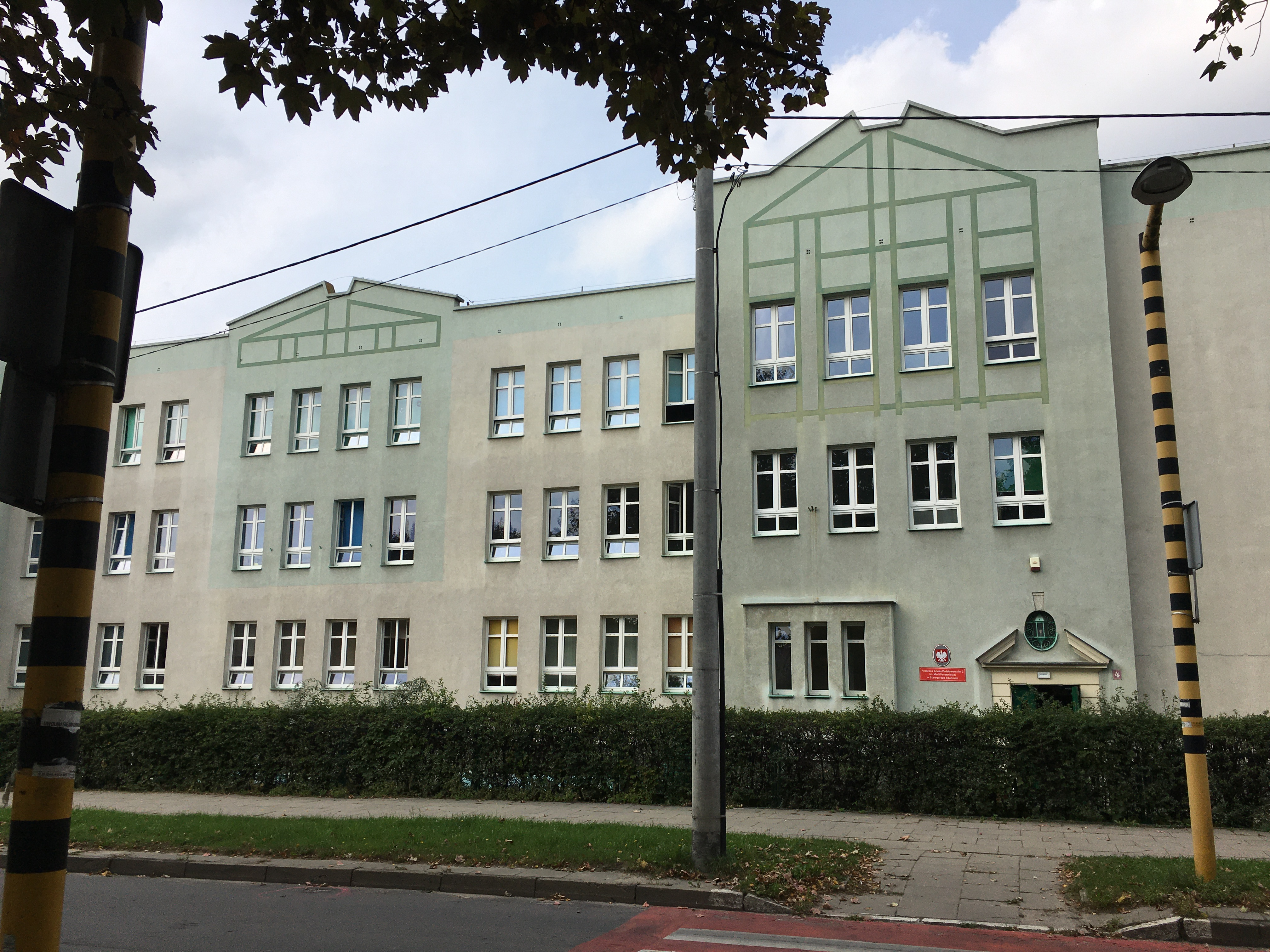
Obecny budynek

## Znani absolwenci
- Edward Pałłasz - kompozytor[1]